# Tecnologia furtiva

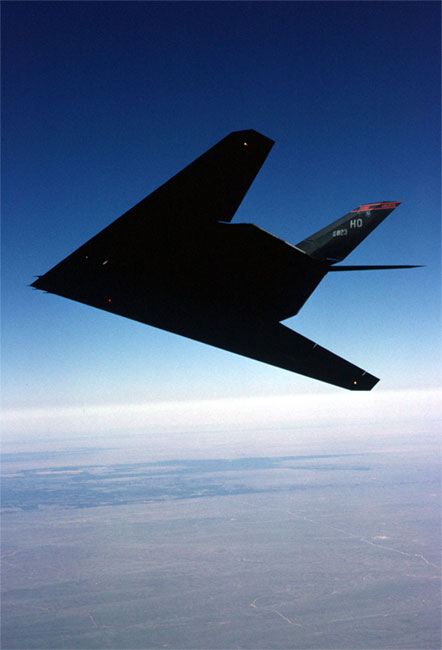
Avió d'atac furtiu F-117

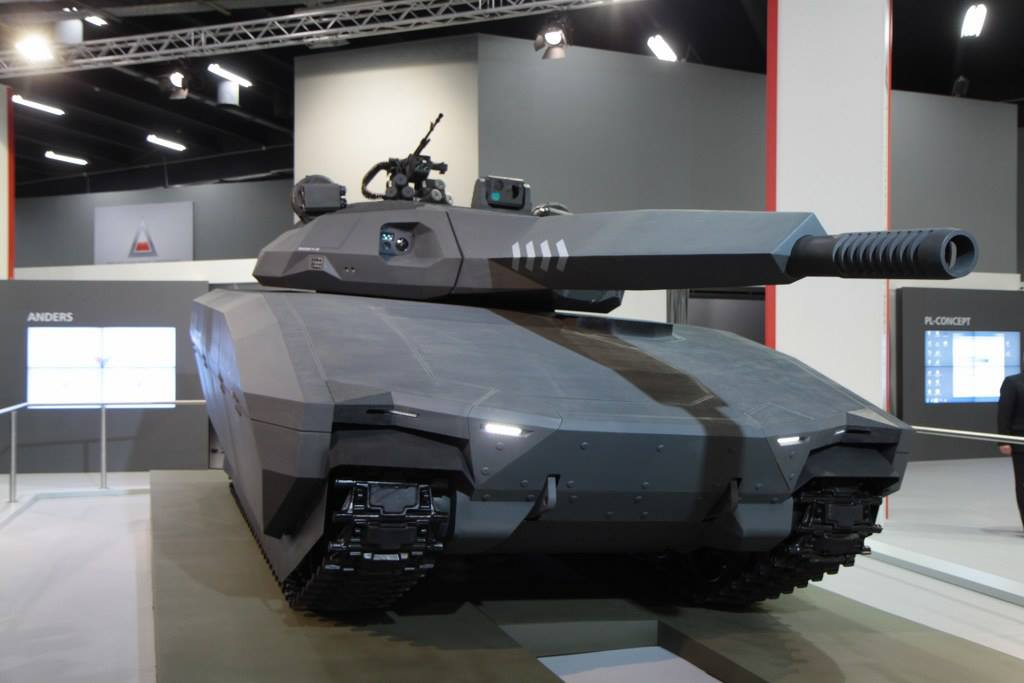
Vehicle terrestre furtiu PL-01

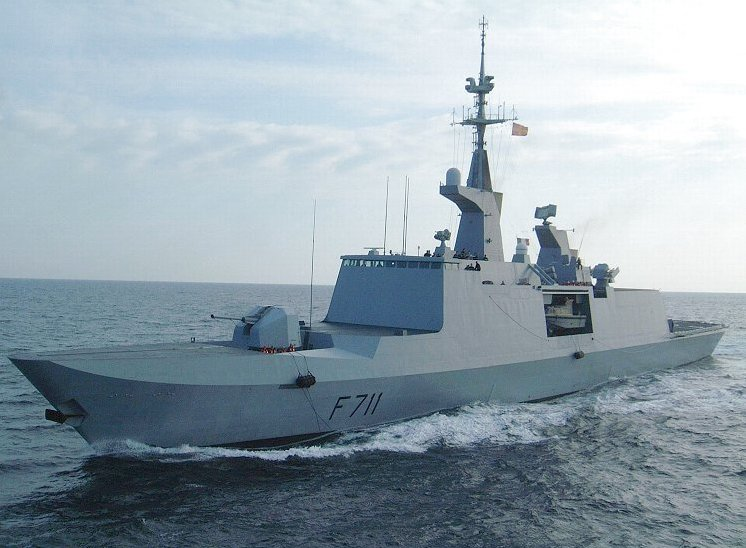
fragata furtiva francesa

La tecnologia furtiva, també anomenada tecnologia de baixa observació (tecnologia LO), és una subdisciplina de tàctiques militars i contramesures electròniques passives i actives, que cobreix una sèrie de mètodes utilitzats perquè tant les persones com els avions, vaixells, submarins, míssils, satèl·lits, i vehicles terrestres esdevinguin menys visibles (idealment invisibles) per radar, infrarojos, sonar i altres mètodes de detecció. Correspon al camuflatge militar.
El desenvolupament de les modernes tecnologies furtives als Estats Units va començar l'any 1958, on els intents anteriors d'evitar el seguiment per radar dels seus avions espia U-2 durant la Guerra Freda per part de la Unió Soviètica no havien tingut èxit. Els dissenyadors van dedicar-se a desenvolupar una forma específica per als avions que tendeix a reduir la detecció mitjançant la redirecció de les ones de radiació electromagnètica dels radars. També es va provar material absorbent de radiació i es van fer proves per reduir o bloquejar els senyals de radar que es reflecteixen a les superfícies dels avions. Aquests canvis en la forma i la composició de la superfície inclouen la tecnologia furtiva tal com s'utilitza actualment al Northrop Grumman B-2 Spirit "Stealth Bomber".
El concepte de sigil és operar o amagar-se sense mostrar a les forces enemigues cap indicació sobre la presència de forces amigues. Aquest concepte es va explorar per primera vegada mitjançant el camuflatge per fer que l'aparença d'un objecte es barregi amb el fons visual. A mesura que ha augmentat la potència de les tecnologies de detecció i intercepció (radar, cerca i seguiment d'infrarojos, míssils terra-aire, etc.), també ha augmentat el grau en què el disseny i el funcionament del personal i els vehicles militars s'han vist afectats en resposta. Alguns uniformes militars són tractats amb productes químics per reduir la seva signatura infraroja. Un vehicle furtiu modern està dissenyat des del principi per tenir una signatura espectral determinada. El grau de sigil incorporat en un disseny determinat s'escull segons les amenaces de detecció previstes.

## Història
El camuflatge per ajudar o evitar la depredació és anterior a la humanitat, i els caçadors han estat usant la vegetació per ocultar-se potser des que la gent ha anat a caçar. La primera aplicació del camuflatge a la guerra és impossible de determinar. Els mètodes per a l'ocultació visual a la guerra van ser documentats per Sun Tzu al llibre L'art de la guerra al segle v, i per Frontí a l'obra Strategemata al segle i
A Anglaterra, les unitats irregulars de guardaboscos del segle xvii van ser les primeres a adoptar colors monòtons (comuns a les unitats irlandeses del segle xvi) com una forma de camuflatge, seguint exemples del continent europeu.
Durant la Primera Guerra Mundial, els alemanys van experimentar amb l'ús de "Cellon" (acetat de cel·lulosa), un material de cobertura transparent, en un intent de reduir la visibilitat dels avions militars. Exemples individuals del monoplà de combat Fokker E.III Eindecker, el biplà d'observació de dos seients Albatros C.I i el prototip de bombarder pesat Linke-Hofmann R.I estaven coberts amb Cellon. Tot i això, la llum del sol que brillava en el material va fer que l'avió fos encara més visible. També es va descobrir que "Cellon" es degradava ràpidament tant per la llum solar com pels canvis de temperatura durant el vol, per la qual cosa va cessar l'esforç per fer avions transparents.
En 1916, els britànics van modificar un petit dirigible classe SS per al reconeixement nocturn sobre les línies alemanyes en el Front Occidental. Equipat amb un motor silenciat i una bossa de gas negra, la nau era tan invisible com inaudible des de terra, però diversos vols nocturns sobre territori controlat pels alemanys van aportar pocs coneixements útils i es va abandonar la idea.
El camuflatge d'il·luminació difusa, una forma embarcada de camuflatge de contrail·luminació, va ser provat per la Marina Reial Canadenca de 1941 a 1943. Els nord-americans i els britànics van seguir el concepte per als seus avions: en 1945, un Grumman Avenger amb llums Yehudi va aconseguir 2700 m des d'un vaixell abans de ser albirat. Aquesta habilitat va quedar obsoleta pel radar.
El Chaff es va inventar a Gran Bretanya i Alemanya a principis de la Segona Guerra Mundial com un mitjà per ocultar els avions del radar. En efecte, el cimbell radar actuava sobre les ones de ràdio tant com una cortina de fum sobre la llum visible.
El submarí U-480 pot haver estat el primer submarí sigil·lós. Presentava una placa anecoica de revestiment de goma, una de les quals contenia bosses d'aire circulars per evitar al sonar ASDIC. Les pintures absorbents de radar i materials de compostos de cautxú i semiconductors (noms en clau: Sumpf, Schornsteinfeger) van ser utilitzats per la Kriegsmarine en submarins a la Segona Guerra Mundial. Les proves van demostrar que eren eficaces per reduir els senyals de radar tant en longituds d'ona curtes (centímetres) com llargues (1,5 metres).
En 1956, la CIA va començar a intentar reduir la secció transversal del radar (RCS) de l'avió espia U-2. Es van desenvolupar tres sistemes: Trapeze, una sèrie de cables i perles de ferrita al voltant de la forma a la planta de l'aeronau, un material de cobertura amb circuits de PCB incrustats i pintura absorbent de radar. Aquests es van desplegar al camp en els anomenats "ocells bruts", però els resultats van ser decebedors, els augments de pes i arrossegament no van justificar cap reducció en les taxes de detecció. Més èxit es va obtenir aplicant pintura de camuflatge a l'avió originalment de metall nu; es va trobar que un blau profund era més efectiu. El pes d'aquest va costar 250 peus a altitud màxima, però va fer que l'aeronau fos més difícil de veure per als interceptors.
El 1958, l'Agència Central d'Intel·ligència dels EUA. va sol·licitar fons per a un avió de reconeixement que reemplacés els avions espia U-2 existents, i Lockheed es va assegurar els drets contractuals per produir-lo. "Kelly" Johnson i el seu equip a Skunk Works de Lockheed van ser encarregats de produir el A-12 (o OXCART), que operava a gran altura de 70.000 a 80.000 peus i una velocitat de Mach 3.2 per evitar la detecció per radar. Es van desenvolupar diverses formes d'avió per reduir la detecció de radar en prototips anteriors, anomenats A-1 a A-11. L'A-12 incloïa una sèrie de característiques furtives amb combustible especial per reduir la signatura de la columna d'escapament, estabilitzadors verticals inclinats, l'ús de materials compostos a ubicacions clau i l'acabat general en pintura absorbent de radar.
En 1960, la USAF va reduir la secció transversal del radar d'un Ryan Q-2C Firebee. Això es va aconseguir mitjançant pantalles especialment dissenyades sobre l'entrada de l'aire, material absorbent de radiació al fuselatge i pintura absorbent de radar.
L'Exèrcit dels Estats Units va emetre una especificació en 1968 que requeria un avió d'observació que seria acústicament indetectable des del sòl quan volava a una altitud de 1500 peus (457 m) de nit. Això va resultar en el Lockheed YO-3A Quiet Star, que va operar a Vietnam del Sud des de finals de juny de 1970 fins a setembre de 1971.
Durant la dècada de 1970, el Departament de Defensa dels EUA. va llançar el projecte Lockheed Have Blue amb l'objectiu de desenvolupar un caça furtiu. Hi va haver una licitació ferotge entre Lockheed i Northrop per assegurar-se el contracte multimilionari. Lockheed va incorporar a la seva oferta un text escrit pel físic russosoviètic Pyotr Ufimtsev de 1962, titulat Method of Edge Waves in the Physical Theory of Diffraction, Ràdio Soviètica, Moscou, 1962. El 1971 aquest llibre va ser traduït a l'anglès amb el mateix títol per la Divisió de Tecnologia Estrangera de la Força Aèria dels EE.UU. La teoria va tenir un paper fonamental en el disseny dels avions furtius nord-americans F-117 i B-2. Les equacions descrites al document van quantificar com la forma d'un avió afectaria la seva detectabilitat per radar, anomenada secció transversal de radar (RCS). En aquell moment, la Unió Soviètica no tenia la capacitat d'un superordinador per resoldre aquestes equacions per a dissenys reals. Això va ser aplicat per Lockheed en la simulació per ordinador per dissenyar una forma nova que van anomenar "Hopeless Diamond", un joc de paraules sobre el Hope Diamond, assegurant-se els drets contractuals per produir el F-117 Nighthawk a partir del 1975. El 1977, Lockheed va produir dos models a escala del 60% sota el contracte Have Blue. El programa Have Blue va ser un demostrador de tecnologia sigil·losa que va durar de 1976 a 1979. Northrop Grumman Tacit Blue també va tenir un paper en el desenvolupament de material compost i superfícies curvilínies, observabilitat baixa, fly-by-wire i altres innovacions tecnològiques sigil·loses. L'èxit de Have Blue va portar la Força Aèria a crear el programa Senior Trend que va desenvolupar l'F-117.

## Tàctiques
Avions furtius com el F-117 són generalment usats contra objectius terrestres altament fortificats i defensats com a centres de comandament i control o bateries de míssils antiaeris. Els radars cobreixen tot l'espai aeri que envolta aquestes zones, fins i tot encavalcant-se, fent impossible l'entrada d'un avió no furtiu en aquesta àrea. Els avions furtius poden ser detectats, però només si passen molt a prop dels radars, de manera que fins i tot per a aquests avions hi ha riscos. Tot i això, un avió furtiu volant a una altitud adequada i segons un pla de vol preparat pot atacar amb seguretat les estacions radar. Quan aquestes estacions han estat destruïdes, avions convencionals poden començar a operar sobre la zona.
Actualment, però, el concepte de «furtivitat estricta» que va portar a la construcció de l'F-117 i el B-2 es considera ja obsolet a causa dels avenços en sistemes de teledetecció i anàlisi digital de senyals.
El primer caça amb un elevat nivell de furtivitat és el F-22 Raptor el complement del qual és el F-35 JSF. No obstant el combat aeri implica certes diferències. Un avió furtiu pot aproximar-se a un objectiu aeri amb més probabilitat de no ser detectat, permetent obtenir una millor posició per a les seves armes guiades. Certs tipus d'armes són susceptibles de ser evitades per aquest tipus d'avions. Amb alta tecnologia (comú en els caces moderns) complementada amb escàners electrònics actius (AESA) els avions furtius poden actuar com a centres de control AWACS per a altres avions. Els avions furtius són també una bona escorta per a avions d'atac a terra.